# Telkuwa
Telkuwa (nep. तेल्कुवा) – gaun wikas samiti w środkowej części Nepalu w strefie Narajani w dystrykcie Bara. Według nepalskiego spisu powszechnego z 2001 roku liczył on 665 gospodarstw domowych i 4477 mieszkańców (2156 kobiet i 2321 mężczyzn).